# Tetsunabe no Jan!
Tetsunabe no Jan!  (jap. 鉄鍋のジャン!, dt. „Eisentopf-Jan“) ist ein Manga des Autors und Zeichners Shinji Saiyō, der von 1995 bis 2000 in Japan erschien. Die Shōnen-Serie ist den Genres Gourmet und Action zuzuordnen, wurde ins Englische und Chinesische übersetzt und umfasst über 5.000 Seiten. International ist der Manga auch unter seinem englischen Titel Iron Wok Jan! bekannt.

## Inhalt
Jan Akiyama (秋山 醤) arbeitet im chinesischen Restaurant Gobanchō, dem besten von Tokio. Er kam hierher, um den Erzrivalen seines Großvaters, einem berühmten Meister der chinesischen Küche, zu schlagen. Das Gobancho ist das Restaurant dieses Rivalen beziehungsweise nun von dessen 16 Jahre alter Enkelin Kiriko Gobanchō (五番町 霧子). Hier will Jan zum besten Koch Japans werden und alle anderen Köche in Duellen schlagen. Im Gegensatz zu Jan, der im Kochen nur den Wettbewerb und den Triumph über den Gegner sieht, ist die freundliche und aufrechte Kiriko überzeugt, dass Kochen eine Sache des Herzens ist. Im Laufe der Serie werden Jans Einstellung die Arbeitsweisen und Philosophien seiner Gegner und Kollegen gegenübergestellt und seine Vergangenheit erzählt. In den Geschichten werden auch Kochtechniken und Rezepte der chinesischen Küche vermittelt.

## Veröffentlichung
Die Serie erschien von Juni 1996 bis März 2000 im Magazin Shūkan Shōnen Champion des Verlags Akita Shoten, der die Kapitel auch gesammelt in 27 Bänden herausbrachte. Verantwortlicher Redakteur war Keiko Oyama. Eine Neuauflage in 13 Bänden erschien bei Media Factory. Ever Glory Publishing veröffentlichte den Manga auf Chinesisch und eine englische Ausgabe wurde von DrMaster und ComicsOne unter dem Titel Iron Wok Jan! herausgegeben.
Von November 2006 bis Dezember 2010 erschien im gleichen Magazin eine Fortsetzung mit dem Titel Tetsunabe no Jan! R: Chōjō Sakusen. Ihre Sammelausgabe erreichte 10 Bände und wurde von Soleil auf Französisch und von Taiwan Tohan auf Chinesisch veröffentlicht. Mit Tetsunabe no Jan!! 2nd erscheint seit Januar 2017 eine weitere Fortsetzung im Magazin Dragon Age bei Fujimi Shobō.

## Rezeption
Der Manga bringe Koch-Wettbewerbe mit seinem „Street-Fighter-artigen Wettkämpfen“ auf ein neues Level, so Kritikerin Julie Davis. Zugleich sei die Serie mit ihrem Antihelden, dem es nicht um die Kochkunst, sondern nur um die Demütigung seines Gegners geht, eine Kritik am typischen Wettkampf-Schema von Shōnen-Mangas. Der Zeichenstil sei sehr dynamisch und zeige so selbst einfache Kochtechniken in aufregender Weise.
Die deutsche Zeitschrift Animania lobt die Serie als „packend“ und „rasant geschrieben und gezeichnet“, sodass sie den Leser schnell in ihren Bann schlage, auch wenn die Zeichnungen nicht überragend und die Seitengestaltung oft unruhig und wild sei. Die Darstellung des Kochens ähnele „mehr einem Kampf als einer der gemütlichen Kochrunden“ im deutschen Fernsehen und so sei die Geschichte mit ihren geheimen Techniken, Leidenschaften und Rivalitäten eher mit Martial-Arts-Serien vergleichbar. Der eher unsympathische Protagonist mit seinen sympathischen Gegenspielern sei eine ungewöhnliche Wahl. Die Mangaszene schreibt von Iron Wok Jan als einer in äußerst „detailreichen, oftmals düsteren und vor allem sehr actionreichen Bildern“ erzählten Geschichte mit „dramatischen Wendungen und spannenden Actionszenen“: „Selten waren Nudeln, Kutteln und Gemüse so aufregend“. Dabei sei die überzogene Theatralik oft noch unfreiwillig komisch und so die Serie jedem zu empfehlen, der zu Serien mit „stumpfhirnigen Prügeleien“ eine Abwechslung sucht, die dennoch actionreich ist.